# سهل العشارنة
سهل العشارنة أحد سهول محافظة حماة، يتصل مع سهل الغاب من الشمال، ويعتبر السهل من السهول الخصبة في سوريا حيث ينتج السهل كميات كبيرة من المحاصيل الزراعية، ويتم ري السهل الخصب من الأقنية القادمة من نهر العاصي.